# Motor de base de datos
Un motor de base de datos (o motor de almacenamiento) es el componente de software subyacente que un sistema de administración de la base de datos (SGBD) utiliza para crear, leer, actualizar y eliminar (CRUD) datos de una base de datos. La mayoría de sistemas de administración de la base de datos incluyen su interfaz de programación de aplicación propia (API) que permite al usuario interaccionar con su motor subyacente sin pasar por la interfaz de usuario del SGBD.
El término de "motor de base de datos" es frecuentemente llamado "servidor de base de datos" o "sistema de administración de la base de datos". Un caso de base de datos'  se refiere a los procesos y estructuras de memoria de la base de datos de un motor de base de datos.

## Motores de almacenamiento
Muchos de los que pasos motores de almacenamiento dentro de la misma base de datos. Por ejemplo, MySQL es compatible tanto con InnoDB como con MyISAM .
Algunos motores de almacenamiento son transaccionales.
| Nombre     | Licencia | Transaccional |
| ---------- | -------- | ------------- |
| Aria       | GPL      | No            |
| Halcón     | GPL      | Sí            |
| InnoDB     | GPL      | Sí            |
| MyISAM     | GPL      | No            |
| InfiniDB   | GPL      | No            |
| TokuDB     | GPL      | Sí            |
| WiredTiger | GPL      | Sí            |
| XtraDB     | GPL      | Sí            |
| RocksDB    | BSD      | Sí            |

Los diferentes tipos de motores incluyen:
- Motores de base de datos incrustados.
- Base de datos en memoria

- Datos: Q537993